# Achtl
Achtl či achtlík je stará česká objemová jednotka, jíž se v minulosti proměřoval objem obilí. Slovo je odvozeno od německého slova achtel (stará německá jednotka hmotnosti a plošného obsahu), jež znamená osminu. 

## Alternativní jména
Byla užívána také tato alternativní jména:
- osmina
- čtvrtce polovičná
- řepice

## Přepočet
1 achtl = 2,906 litru = 1/32 korce = 3/2 pinty.

## Hájkova kronika
Hájkova kronika uvádí pod pojmem achtl jinou jednotku: věrtel. Zde ale není jisté zdali se tehdy nejednalo o omyl - věrtel totiž znamená přesně jednu čtvrtinu, nikolivěk jednu osminu.

## Použitý zdroj
- Malý slovník jednotek měření, vydalo nakladatelství Mladá fronta v roce 1982, katalogové číslo 23-065-82